# غرو دال
غرو دال (بالنرويجية: Gro Dahle)‏ (15 مايو 1962، أوسلو في النرويج)؛ كاتِبة مُتخصِّصة في أدب الأطفال، كاتبة مسرحية، شاعرة وروائية نرويجية.

## روابط خارجية
- غرو دال على موقع IMDb (الإنجليزية)
- غرو دال على موقع ميوزك برينز (الإنجليزية)